# Marcus Pleyer

Marcus Pleyer auf der Konferenz „Joining Forces for Safeguarding Research“ - Gemeinsam für Forschungssicherheit! am 17. Juni 2025

Marcus Pleyer (* 3. März 1969 in Bensheim) ist ein deutscher Verwaltungsjurist. Er ist seit 2025 Staatssekretär im Bundesministerium für Forschung, Technologie und Raumfahrt.

## Ausbildung
Nach dem Studium der Rechtswissenschaften an der Universität Heidelberg absolvierte er ab 1995 den Referendardienst. Nach dem Erwerb der Befähigung zum Richteramt nahm er von 1997 bis 1998 – mit einem Stipendium des Deutschen Akademischen Austauschdienstes – ein Postgraduiertenstudium an der University of Edinburgh (Law School/Europa Institute) auf und erwarb dort einen Master of Laws (LL.M.). 1999 bis 2002 absolvierte er berufsbegleitend ein betriebswirtschaftliches Aufbaustudium an der Fernuniversität Hagen in Kooperation mit der University of Wales mit dem Schwerpunkt Finanzdienstleistungen und schloss 2002 mit einem Master of Business Administration (M.B.A.) ab. Im Jahre 2003 wurde Pleyer an der Juristischen Fakultät der Universität Dresden bei Hartmut Bauer mit einer staatsrechtlichen Arbeit zum Föderalismus („Föderative Gleichheit“) promoviert.

## Berufliche Laufbahn
Pleyer arbeitete von 2004 bis 2006 als Referent bei der Bundesanstalt für Finanzdienstleistungsaufsicht (BaFin) in Frankfurt am Main. Anfang 2006 wechselte er in das Bundesministerium der Finanzen nach Berlin. Von 2006 bis 2011 war Pleyer in verschiedenen Funktionen im Bundeskanzleramt tätig. 2011 wechselte er zurück in das Bundesministerium der Finanzen, war hier bis 2014 als Büroleiter von Bundesminister Wolfgang Schäuble (CDU) tätig und übernahm anschließend das Referat für Grundsatzfragen und Internationales. Von November 2015 bis Mai 2025 war Pleyer Unterabteilungsleiter in der Abteilung VII, die u. a. für Internationale Finanzmärkte, die Förderbanken des Bundes, digitale Finanztechnologien, Zahlungsverkehr und Cybersicherheit, Finanzsanktionen sowie die Bekämpfung der Geldwäsche und Terrorismusfinanzierung zuständig war.
Im Zuge der Bildung des Kabinetts Merz wurde er unter Bundesministerin Dorothee Bär (CSU) im Mai 2025 zum Staatssekretär im Bundesministerium für Forschung, Technologie und Raumfahrt ernannt.

## FATF-Präsidentschaft
Pleyer leitete von 2016 bis 2019 die deutsche Delegation bei der Financial Action Task Force (FATF). Vom 1. Juli 2019 bis zum 30. Juni 2020 übte er das Amt des Vizepräsidenten der FATF aus. Im Februar 2020 wurde Pleyer einstimmig zum Präsidenten der FATF gewählt. Pleyer trat am 1. Juli 2020 die zweijährige Präsidentschaft der FATF an. Die Statuten der FATF lassen eine Wiederwahl nicht zu, sodass sein Amt im Juni 2022 endete.

## Kandidatur für die Leitung der EU-Geldwäschebehörde AMLA
Im Oktober 2024 wurde berichtet, dass er zu den drei finalen Kandidaten für die Leitung der AMLA gehörte, zusammen mit Bruna Szego aus Italien und Jan Reinder de Carpentier aus den Niederlanden, unterlag im Besetzungsverfahren aber letztlich der Italienerin Szego.